# 由利本荘市立大内小学校
由利本荘市立大内小学校（ゆりほんじょうしりつおおうちしょうがっこう）は、秋田県由利本荘市にある公立小学校。

## 概要
2016年（平成28年）4月、由利本荘市立上川大内小学校と由利本荘市立下川大内小学校が統合し、開校した。校舎は、旧大内中学校を使用している。

## 沿革
注釈の無い限り、公式ホームページより引用。
- 2016年（平成28年）
  - 4月1日 - 開校・コミュニティ・スクール指定。
  - 4月28日 - 開校式挙行。

## 校章
円は、上川大内小学校と下川大内小学校が一つになったことを表している。 また、大内の特産「お米」と「ペン」のマークで、緑豊かな田園風景の中で元 気に、たくましく、かしこく、のびのびと育ってほしいという願いを表してい る。校章の色は、スクールカラーの「青」。中心部のデザイン「大・内」には、二つの「人」が描かれ、人とかかわり和 をつなぎ、自らの可能性を伸ばす、「大内の子ども」を表現している。

## 校歌
作詞：奥山加奈子、作曲：髙野豊昭

## 児童数・学級数
| 年度                      | 男子 | 女子 | 計  | 増減 | 学級数 | 増減 | 備考 | 出典   |
| ------------------------- | ---- | ---- | --- | ---- | ------ | ---- | ---- | ------ |
| 2016（平成28）年度        | 61   | 63   | 124 |      | 8      |      | 創立 | [ 4 ]  |
| 2017（平成29）年度        | 63   | 52   | 115 | -9   | 8      | 0    |      | [ 5 ]  |
| 2018（平成30）年度        | 60   | 47   | 107 | -8   | 7      | -1   |      | [ 6 ]  |
| 2019（平成31/令和元）年度 | 57   | 47   | 104 | -3   | 8      | +1   |      | [ 7 ]  |
| 2020（令和2）年度         | 56   | 46   | 102 | -2   | 8      | 0    |      | [ 8 ]  |
| 2021（令和3）年度         | 53   | 43   | 96  | -6   | 6      | -2   |      | [ 9 ]  |
| 2022（令和4）年度         | 54   | 38   | 92  | -4   | 8      | +2   |      | [ 10 ] |
| 2023（令和5）年度         | 50   | 45   | 95  | +3   | 8      | 0    |      | [ 11 ] |
| 2024（令和6）年度         | 46   | 40   | 86  | -9   | 8      | 0    |      | [ 12 ] |
| 2025（令和7）年度         | 38   | 38   | 76  | -10  | 7      | -1   |      |        |

## 通学区域
加賀沢、新沢、中帳、高尾、中俣、堀切、松本、及位、長坂、葛岡、平岫、朴沢、的場、板井沢、新田、見岫、芦渕、小栗山、代内、岩野目沢、楢渕、大小屋、小増沢、小羽広、滝、立寄、羽広、軽井沢